# Operação Descontaminação
Operação Descontaminação é um desmembramento das operações Radiotividade, Pripyat e Irmandade, no âmbito da Operação Lava Jato, deflagrada no dia 21 de março de 2019, pela Polícia Federal do Brasil, que investiga crimes de corrupção, peculato e lavagem de dinheiro. Tem como foco investigar desvios na ordem de 1,8 bilhão de reais nas obras da Usina Nuclear Angra 3.

## Contexto
O desmembramento decorre de investigação que começou perante a Procuradoria-Geral da República, durante o período em que Michel Temer ainda era presidente. Após terminar o mandato e perder o foro privilegiado, os autos foram enviados para a força-tarefa da Lava Jato, que fica no Rio de Janeiro.

## Mandados
Foram expedidos oito mandados de prisão preventiva, dois de prisão temporária e 24 de busca e apreensão nos estados do Rio de Janeiro, São Paulo, Paraná e Distrito Federal.

## Prisões
A operação resultou na prisão de várias pessoas, como o ex-presidente Michel Temer e do ex-ministro de Minas e Energia, Moreira Franco. Outro preso, que dias depois foi solto, foi Carlos Jorge Zimmermann. A desembargadora que o soltou entendeu que o acusado estava com prisão temporária pelo prazo de cinco dias, o que considerou não justificável. 